# シー・デビル
『シー・デビル』（She-Devil）は、1989年に製作されたスーザン・シーデルマン監督、ロザンヌ・バー主演のブラックコメディ映画である。

## 概要
人気テレビ番組『ロザンヌ』で人気を博したコメディエンヌ、ロザンヌ・バーの記念すべき映画初主演作である本作。お世辞にも美しいとは言えない地味で平凡な主婦が、夫の浮気に逆上して、計画的に復讐していくというフェイ・ウェルドン原作のブラック・コメディなのだが、女性に関するサクセス・ストーリーでもある。共演には、『ソフィーの選択』で見事アカデミー主演女優賞を受賞したメリル・ストリープに、エド・ベグリー・Jr、そして同じくアカデミー賞受賞女優のリンダ・ハントら“個性派”が顔を揃える。それまでは知的で聡明な女性を演じることが多かったストリープだが、本作では一転。見事に頂点から転げ落ちる女流作家をユーモラスかつコミカルに演じている。監督は、後に人気テレビシリーズ『セックス・アンド・ザ・シティ』の数エピソードの監督を務めた女性監督のスーザン・シーデルマンが務める。

## あらすじ
とある郊外の住宅地に住む平凡で地味な主婦のルース（ロザンヌ・バー）。二人の子供を持ち、夫で会計士のボブ（エド・ベグリー・Jr）との4人暮らしで一見幸せそうに見えた。しかしふたを開けてみれば、夫のボブはかなりの浮気人で、若い娘に目をつけては声を掛けまくるような性格。おまけに二人の子供は、やんちゃで自分勝手。そんな生活にいい加減飽き飽きし始めていたある日、ルースとボブはとあるパーティに出席する。パーティの最中、ボブは人気女流作家のメアリー・フィッシャー（メリル・ストリープ）にワインをこぼしてしまう。そのことがきっかけで2人は、急接近。早速その夜に関係を持ち始め、ルースを尻目によろしくやり始める。冴えない風貌の妻にいい加減うんざりしていたボブも、しまいにはメアリーとの同棲を決意。しかし、ボブの浮気に薄々勘付き始めていたルースも、とうとうボブの両親を招いた夕食の席で怒り爆発。そんな妻に見かねたボブも、家を出て行ってしまう。一人取り残されたルースは、自分を裏切った夫ボブへの復讐を誓い、4つの項目を書いたリストを作成するのだった…。

## 登場人物
ルース・パチェット
主人公。夫と子供がいる平凡な主婦。地味な容姿で、夫からは人前でもぞんざいに扱われ、しまいには浮気をされた事に怒り復讐を計画する。主婦時代には要領が悪い場面が見られたが、復讐計画後は綿密な計画を練り、女性専用の雇用代理店を起業するなど商才を発揮している。
メアリー・フィッシャー
「ロマンス小説の女王」と称される人気女流作家。現在は名声を手に入れ、豪邸で暮らしているが、母親により出自を暴露されてしまう。
ボブ・パチェット
ルースの夫。職業は会計士。女好きで、女性関係がだらしない面があり、メアリーと不倫関係になるほか、オリヴィアにも手を出す。
フーパー
ルースが老人ホームに潜入した際に出会った女性。ルースとは意気投合し、女性専用の雇用代理店を起業する。
ミセス・フィッシャー
メアリーの母親。メアリーの「過去」を知っているため、老人ホームに厄介払いされていた。
オリヴィア・ハニー
ルースの雇用代理店の社員。ボブ好みの美女で、ボブの秘書として送り込まれる。

## スタッフ・キャスト

### キャスト
| 役名                   | 俳優                   | 日本語吹き替え | 日本語吹き替え | 日本語吹き替え |
| 役名                   | 俳優                   | ソフト版       | TV版           |                |
| ---------------------- | ---------------------- | -------------- | -------------- | -------------- |
| ルース・パチェット     | ロザンヌ・バー         | 吉田理保子     | 磯辺万沙子     |                |
| メアリー・フィッシャー | メリル・ストリープ     | 藤田淑子       | 島本須美       |                |
| ボブ・パチェット       | エド・ベグリー・Jr     | 富山敬         | 宮本充         |                |
| フーパー               | リンダ・ハント         |                |                |                |
| ミセス・フィッシャー   | シルヴィア・マイルズ   |                |                |                |
| ニコレット・パチェット | エリザベス・ピーターズ |                |                |                |
| アンディ・パチェット   | ブライアン・ラーキン   |                | 又村奈緒美     |                |
| ガルシア               | A・マルティネス        | 島田敏         |                |                |
| オリヴィア・ハニー     | マリア・ピティロ       | 松井菜桜子     |                |                |
| ラリー                 | ジャック・ギルピン     | 喜多川拓郎     |                |                |
| ピープル誌のリポーター | デボラ・ラッシュ       |                |                |                |

### スタッフ
- 監督：スーザン・シーデルマン
- 原作：フェイ・ウェルドン
- 製作：ジョナサン・ブレット、スーザン・シーデルマン
- 脚本：バリー・ストルガッツ、マーク・R・バーンズ
- 音楽：ハワード・ショア
- 撮影：オリヴァー・ステイプルトン
- 編集：クレイグ・マッケイ